# Tashi Peljor
Tashi Peljor (né le 15 juillet 1978) est un archer bhoutanais qui a participé aux Jeux olympiques de 2004 et 2008. Il a été bénéficiaire du programme de Solidarité olympique.

## Jeux olympiques d'été de 2004
Peljor a participé aux Jeux olympiques d'été de 2004 en tir à l'arc individuel masculin. Classé numéro 52e, il a réussi à battre le français Jocelyn de Grandis (classé 13e) sur le score de 161-136. Ce faisant, il est devenu l'archer le moins bien classé à progresser et a même obtenu le quatrième score le plus élevé du tour. Au deuxième tour éliminatoire, il a été battu par Anton Prilepov. Son rang final était 32e au classement général. Peljor a été le premier archer bhoutanais à remporter un match aux Jeux olympiques et a failli devenir le premier archer bhoutanais, tous sexes confondus, à remporter un match aux Jeux olympiques uniquement parce que les matchs féminins ont commencé avant ceux masculins  (Tshering Chhoden a remporté son match le 15 août tandis que le premier match de Peljor du tournoi a eu lieu le 16 août).

## Jeux olympiques d'été de 2008
Aux Jeux olympiques d'été de 2008 à Pékin, Peljor a terminé le tour de classement avec un total de 632 points, ce qui lui a attribué la 54e place pour la compétition finale lors de  laquelle il a affronté Wang Cheng Pang au premier tour. Wang a remporté la partie 110-100, mais a été éliminé au tour suivant par Moriya Ryuichi.